# Гордеев, Борис Степанович
Бори́с Степа́нович Горде́ев (22 ноября 1920, Москва — 30 декабря 1984, там же) — советский государственный и хозяйственный деятель, Герой Социалистического Труда (1982).

## Биография
Родился 22 ноября 1920 года в Москве. В 1938 году окончил 10 классов школы и поступил на артиллерийский факультет Московского высшего технического училища имени Н. Э. Баумана. В октябре 1941 года вместе с училищем эвакуирован в город Ижевск (Удмуртия). В ноябре 1941 — феврале 1943 одновременно с учёбой работал конструктором на оружейных заводах № 74 и № 622 в Ижевске, производивших стрелковое вооружение. В марте 1943 года вернулся в Москву и в том же году окончил Московское высшее техническое училище имени Н. Э. Баумана.
В 1943—1947 годах работал конструктором, инженером-конструктором и старшим инженером-конструктором в Центральном артиллерийском конструкторском бюро, расположенном в городе Калининград (ныне — город Королёв) Московской области. В 1950 году окончил Всесоюзную академию внешней торговли.
С октября 1950 года — старший экономист и начальник конъюнктурно-экономического отдела Торгпредства СССР в Великобритании, в июне 1952 — январе 1953 — заместитель торгового представителя СССР в Великобритании. В июле-октябре 1953 — старший эксперт-консультант советской части Советско-германской комиссии по научно-техническому сотрудничеству.
В 1953—1955 — начальник технического отдела и начальник отдела экспорта оборудования 2-го экспортного управления Министерства внешней торговли СССР, в 1955—1963 — заместитель начальника 2-го экспортного управления Министерства внешней торговли СССР. В октябре 1956 — январе 1957 находился в командировке в Индии и Индонезии.
В июле 1963 — феврале 1965 — торговый представитель СССР в Бразилии. В феврале 1965 — мае 1966 — начальник Главного управления по импорту машин и оборудования из социалистических стран Министерства внешней торговли СССР. В мае 1966 — сентябре 1970 — торговый представитель СССР в Великобритании.
С сентября 1970 года — заместитель министра внешней торговли СССР.
```
"Как заместитель министра он возглавлял самый «болезненный» участок работы — импорт продовольствия (зерновые, сахар, растительное и сливочное масло, мясо). В эти годы наша страна импортировала продовольствие в больших количествах, что грозило серьезными потерями валюты. Однако Борису Степановичу удалось этого избежать благодаря умело построенной тактике закупок, искусству внешторговца и, конечно, опыту, полученному во время службы в торгпредствах. За эту работу он — единственный из руководящего состава министерства, кроме Николая Семёновича, — был удостоен высокого звания Героя Социалистического Труда. Вместе с ним эту награду получили руководители объединений — В.И. Першин («Экспортхлеб») и В.Е. Голанов («Продинторг»)".
[
2
]
```

Жил в Москве. Умер 30 декабря 1984 года. Похоронен на Новодевичьем кладбище в Москве .

## Награды
- Герой Социалистического Труда (5.08.1982) — за успешное выполнение задания, имеющего важное государственное значение
- орден Ленина (5.08.1982)
- орден Октябрьской Революции (11.1980)
- 3 ордена Трудового Красного Знамени (1966; 1971; 1973)
- орден «Знак Почёта» (31.07.1958)
- медали